# 연애결혼
《연애결혼》은 2008년 8월 25일에서 2008년 10월 20일까지 방송했던 KBS 2TV 월화 드라마로 재혼 정보 회사의 커플 매니저와 연예인 전문 로펌의 변호사와의 사랑을 다뤘다.
한편 KBS는 해당 프로그램에 앞서 《시라소니》를 내보낼 예정이었는데 이 프로그램은 2008년 6월에 월화 드라마로 기획돼 방송될 예정이었으나 캐스팅을 비롯한 제작 여건을 둘러싸고 방송사와 제작사 사이에서 마찰을 빚어 편성이 무산됐으며 당시에는 이성재가 남자 주인공이었지만 결국 MBC 수목 드라마 《대한민국 변호사》로 갔고 우여곡절 끝에 임호가 남자 주인공으로 낙점되었으며 뒷날 수목 드라마로 편성될 계획이었으나 역시 무산됐고 당시 《시라소니》 자리에는 KBS 2TV 수목 드라마 《2008 전설의 고향》이 대체 편성됐다.

## 등장 인물
- 김민희 : 이강현 역
- 김지훈 : 박현수 역 (아역 김진성)
- 박기웅 : 경환 역
- 윤세아 : 서화영 역
- 김보연 : 강현 모 역
- 남윤정 : 윤혜선 역
- 박상면 : 류 사장 역
- 윤유선 : 윤혜선 역
- 윤주상 : 화영 부 역
- 이영하 : 강현 부 역
- 황보라 : 김순영 역
- 윤진호 : 최진호 역
- 성은 : 이비인 역
- 김재승 : 조혁수 역
- 배진아 : 이준남 역
- 엄태구 : 꽃비서 2 역